# Porci Licí
Porci Licí, en llatí Porcius Licinus, fou un poeta romà que Aule Gel·li situa entre Valeri Editu i Quint Lutaci Catul, cònsol l'any 102 aC, i que per tant probablement va viure a la segona meitat del segle ii aC.
Aule Gel·li esmenta un dels seus epigrames, que sembla traduït del grec, i també l'inici d'un altre poema que tracta sobre la història de la poesia a Roma, construït en versos tetràmetres trocaics. Podria ser el mateix Porci que es menciona a la vida de Terenci atribuïda a Suetoni, però no s'ha de confondre, com alguns autors han fet, amb el cònsol Luci Porci Licí, ja que segons sembla no va exercir mai cap magistratura.